# Granja de Can Cendra (Anglés)
La granja de Can Cendra es un edificio en el municipio de Anglés (provincia de Gerona, Cataluña, España) catalogado en el Inventario del Patrimonio Arquitectónico de Cataluña.

## Descripción
La casa del lado izquierdo de la calle de Avall está formada por dos viviendas, la del número 27 y el 29, unificadas en la fachada por el alero. Está situada entre medianeras, tiene dos plantas y desván y tejado de dos aguas con vertiente a fachada. Responde a la tipología de casa medieval.  Sería en este lugar, al final de la calle de Avall, conocido como "la subida de Grau", donde probablemente se situaría el portal de Santa Magdalena, es decir el segundo portal que permitiría acceder al castillo.
La planta baja está formada por dos portales y una ventana. El portal de la casa del número 27 es un arco de medio punto adintelado de piedras medianas de granito y montantes de piedra arenisca. Al lado hay una ventana de piedra con dintel monolítico. El portal de la casa del número 29 es de dintel horizontal y monolítico con molduras e impostas curvadas.
El primer piso tiene tres ventanas. De las de la crujía del número 27 se ha retirado la mayor, ya que se están haciendo obras en el interior. Esta es, por documentación fotográfica, de antepecho moldurado, montantes y dintel de piedra, la más grande del edificio. Por dintel tiene tres arcos de medio punto sin apoyos columnata y decoración geométrica encima, formada por tres rosetones. La ventana pequeña es enmarcada de piedra y de dintel monolítico. La ventana de la crujía del número 29 tiene una ventana con antepecho, montantes, impostas y dintel horizontal monolíticos. Las impostas están avanzadas y tienen uno de los ángulos interiores cortado en forma de cuarto de círculo.
El segundo piso tiene también dos ventanas rectangulares. La de la crujía del número 29 es una ventana de piedra con dintel en forma de arco de medio punto con decoración central triangular.
El alero, algo adelantado, deja entrever una serie de seis vigas de madera y baldosas pintadas con motivos reticulares marrones y blancos.

## Historia
La Granja de Can Cendra, también llamada Can Ciscot, formaba parte de la antigua propiedad de Can Cendra, la casa de al lado, muy reformada durante la primera mitad del siglo XX.